# ヘルマン・ベーレンス
ヘルマン・ベーレンス（Hermann Berens, *1826年4月7日 ハンブルク - †1880年5月9日 ストックホルム）は、ドイツ出身のスウェーデンのピアニスト・作曲家・指揮者。ハンブルクの音楽家一家の出で、父カール（1801年 - 1857年）は、フルート奏者で作曲家であり、地元の軍楽隊長でもあった。おじアドルフは楽譜出版者でヴァイオリニスト、もう一人のおじエルンストも楽譜出版者であった。

## 経歴
父親から専門教育を受ける。その後2年間ドレスデンでカール・ゴットリープ・ライシガーに作曲を師事した。1845年に声楽家のマリエッタ・アルボーニとドイツ全土で演奏旅行を行なった後、ハンブルクに戻って作曲活動に専念する。1847年にストックホルムに行き、四重奏の夜会を創設して評価され、職を得る。1849年にエーレブルーの音楽監督に、1860年にストックホルム小劇場の楽長に、その後はストックホルム王立劇場管弦楽団の指揮者に就任した。1861年にはストックホルム音楽院の作曲科と器楽科の教員に採用されており、一時期はカール15世妃ロヴィーサのピアノの個人教授にも抜擢されている。1868年には教授に昇進した。
ベーレンスは、特に劇音楽の分野で称賛すべき作品を創っており、例えばストックホルムで上演されたオペラ《ヴィオレッタ》（Violetta）やオペレッタ《夏の夜の夢》（ドイツ語: Der Sommernachtstraum）、《リュリとキノー》（ドイツ語: Lully und Quinault）がある。
有名な作品は、イ短調の練習曲（第32曲）が名高い《なめらかさの最新式の訓練（ドイツ語: Neueste Schule der Geläufigkeit）》作品61である。70以上の練習曲が収録された《左手の手入れ（ドイツ語: Pflege der linken Hand）》作品89は、稀有のピアノ教則本である。この練習曲のお蔭で、今日まで多くのピアノ学習者が、両手をほぼ同じように伝える手にしているのである。